# Finlands krigsskadestånd
Finlands krigsskadestånd var det krigsskadestånd som Finland var tvungen att betala till Sovjetunionen efter andra världskriget. Det fastslogs i mellanfreden september 1944 och bekräftades i Parisfreden 1947. Skadeståndet uppgick till 300 miljoner dollar. Enligt 2012 valutakurser är beloppet ungefär 4,5 miljarder euro.
Betalningarna motsvarade 6,5 procent av bruttonationalprodukten och krävde en fördubbling av kapaciteten inom verkstadsindustrin, varvsindustrin och kabeltillverkningen. Det var därför nödvändigt att rationalisera produktionen inom industrin för att kunna leverera varorna som utgjorde skadeståndet. Utländska lån, huvudsakligen från Sverige, hjälpte till.
I krigsskadeståndet ingick leverans av ett antal nybyggda fartyg, bland andra 90 så kallade krigsskadeståndsskonare av trä.
Det sista tåget med krigsskadeståndsvaror passerade gränsen den 18 september 1952. Finlands krigsskadestånd är det enda som har betalats tillbaka till fullt belopp.